# Juan Alfonso Curiel
Juan Alfonso Curiel (Palenzuela, ? - Salamanque, 1609) est un théologien espagnol.

## Biographie
Licencié et maître ès Arts à Alcalá en 1569, qu'il incorpora à Salamanque en 1583. Il se voua à la carrière ecclésiastique, d'abord comme prêtre à Burgos, puis à Salamanque. ; Il reçut la licence et le doctorat en théologie à Salamanque en 1579 et 1580. Il a ensuite été professeur de philosophie jusqu'en 1586, date à laquelle il fut reçu sur la chaire de Durand, et en 1591, il passa à celle de Bible, et en 1600, il obtint celle de vêpres en théologie. Lors de la mort du dominicain Domingo Báñez en 1604, il tenta d'obtenir la catédra de prima : bien que Curiel bénéficiait de nombreux soutiens dans les différents couvents de Salamanque, ce fut finalement le dominicain Pedro de Herrera qui l'emporta et l'occupa jusqu'en 1606, date à laquelle ce dernier partit sur la chaire de prima royale. Curiel lui succéda alors sur la chaire de prime classique. À Salamanque, il s'y associa avec les bénédictins du couvent de San Vicente, auquel il légua sa très riche bibliothèque. Ses œuvres furent publiées à titre posthume.

## Œuvres
- Lecturae seu quaestiones in D. Thomae Primam Secundae (Duaci, 1618) ; (Anvers, 1621)
- Controversiae in diversa loca Sacrae Scripturae (Salamanque, 1611).